# Selkie

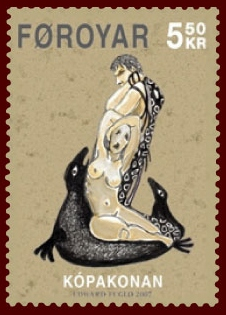
Um selo das Ilhas Faroé representando a captura de uma mulher-foca

Selkies (também conhecidos como silkies ou selchies) são criaturas mitológicas encontradas no folclore das Ilhas Faroé, Islândia, Irlanda e Escócia. A palavra deriva do Scots primitivo selich (do inglês antigo seolh significando foca). Diz-se que os selkies vivem como focas no mar, mas mudam a sua pele para se tornar humanos na terra.

## Origem
A origem mitológica da selkie não é muito clara. As lendas sobre elas surgiram nas ilhas Orkney e Shetland, no extremo norte da Escocia.
Quando os contos antigos estavam sendo transcritos para o papel, nos séculos XVIII e XIX, algumas das velhas tradições sugeria que selkies eram como as fadas, anjos caídos, condenados a viver como animais até o dia do Juízo Bíblico. Outros insistiram que selkies eram seres humanos, uma vez que, por alguma contravenção, foram condenados a assumir a forma de uma foca e viver o resto de seus dias no mar. A terceira possibilidade discutida pelos contadores de histórias de Orkney, era que as selkies eram na verdade, as almas daqueles que se afogaram. Uma noite a cada ano essas almas perdidas eram autorizadas a deixar o mar e voltar à sua forma humana original.

## Lendas
Os selkies vivem como focas no mar, mas possuem a capacidade de se tornarem humanos ao retirar suas peles de foca. Do mesmo modo, basta vestirem novamente sua pele de foca para retornar à sua forma original. Selkies quando estão na forma humana, são excepcionalmente belos e encantadores. Gostam de ir à praia para dançar, sendo nessas ocasiões onde geralmente são capturados.
Diz-se que ao esconder a pele de foca, quem a tem passa a exercer domínio sobre a selkie, que não pode retornar ao mar pois não consegue se transformar novamente sem a pele. As Selkies só podem fazer contato com um ser humano, por um curto período de tempo e depois, devem retornar ao mar. E não podem fazer contato novamente com um ser humano antes de decorrido 7 anos, a menos que o humano lhe roube a sua pele de foca e a esconda ou queime-a. 
De acordo com a lenda, a selkie, quando dominada, convive bem com os humanos. Porém, caso consiga recuperar sua pele, ela não hesitará em deixar tudo para trás e voltar ao mar. Geralmente, a selkie evita rever seu marido humano, mas às vezes é possível vê-la brincando com seus filhos na praia.
A lenda Selkie também é contada no País de Gales, mas em uma forma ligeiramente diferente. Para os galeses, as (os) Selkies são seres humanos que regressaram ao mar. Para eles, o selkie Dylan (Dylan Ail Don), o primogênito de Arianrhod (uma importante deusa mitológica que faz parte da mitologia celta), foi diversas vezes um tritão ou "espírito do mar", que em algumas versões da história, fugiu para o mar logo após o nascimento.
Existem também Selkies do sexo masculino, que também são descritos como sendo muito bonitos em sua forma humana, e têm grande poder de sedução sobre as mulheres humanas. Eles procuram aquelas que estão insatisfeitas com sua vida romântica. Isto inclui mulheres casadas esperando por seus maridos pescadores. Se uma mulher quer fazer contato com um macho Selkie, ela tem que ir para uma praia e derramar sete lágrimas no mar.
Podemos ver exemplos de histórias de seres parecidos com as selkies em várias culturas. No Brasil, por exemplo, temos o boto-cor-de-rosa que se transforma em humano para seduzir jovens donzelas e depois retorna às águas.